# Live Three
Live Three to koncertowy album grupy Coil, zawierający materiał zarejestrowany podczas występu 6 kwietnia 2002 w Teatro delle Celebrazioni w Bolonii. Album jest drugim z serii czterech albumów, wydany po Live Four, a przed Live Two i Live One. Wszystkie cztery zostały później wydane łącznie w box secie The Key To Joy Is Disobedience.
"Anarcadia: All Horned Animals" to niewydany wcześniej na żadnym albumie grupy utwór, oparty w dużej mierze na "The Restitution Of Decayed Intelligence". "Amethyst Deceivers" w wersji studyjnej znalazł się na Autumn Equinox, aczkolwiek wersja zamieszczona na Live Three przypomina "The Last Amethyst Deceiver" z The Ape Of Naples. "Slur" pochodzi z albumu Horse Rotorvator. "A Cold Cell" pochodzi z albumu Пособие для начинающих: Глас Сéребра, a jego alternatywna wersja na The Wire Tapper 6. Nowa wersja o zmienionym tytule "Cold Cell" została później zamieszczona na The Ape Of Naples. "Broccoli" pochodzi z Musick To Play In The Dark Vol. 1. Inne nagranie koncertowe "Broccoli"  znane jest z kompilacji Not Alone. "Paranoid Inlay" pochodzi z  Musick To Play In The Dark Vol. 2. "Sick Mirrors" to w dużym stopniu improwizowany utwór grany często na koncertach podczas tej trasy, nigdy nie wydany w wersji studyjnej. "A.Y.O.R." znany był wcześniej z bootlegu Backwards, później trafił na Пособие для кончающих: Волос Злата i niedawno na The New Backwards. Odmienna wersja utworu zatytułowana "It's In My Blood" dostępna jest na The Ape Of Naples. "Backwards" opiera się na "Bee Has The Photos" z dema Backwards; zawiera sample z utworu "Protection" Born Again Pagans. Wersja studyjna znalazła się na The New Backwards.
Podczas nagrywania albumu Coil tworzyli: Jhon Balance, Peter Christopherson, Ossian Brown, Cliff Stapleton i Mike York.
Album w formacie CD dostępny jest do zamówienia przez oficjalną stronę Coila, Thresholdhouse.com.

## Spis utworów
1. "Anarcadia: All Horned Animals" – 6:52
2. "Amethyst Deceivers" – 7:44
3. "Slur" – 5:46
4. "A Cold Cell" – 6:23
5. "Broccoli" – 9:13
6. "Paranoid Inlay" – 8:06
7. "Sick Mirrors (Version)" – 8:47
8. "A.Y.O.R." – 6:44
9. "Backwards" – 15:22